# Clones (We're All)
Singles de Alice Cooper
How You Gonna See Me Now
(1978) Talk Talk
(1980)
Clones (We're All) est une chanson d'Alice Cooper issue de l'album Flush the Fashion. Le single s'est classé à 40e position aux États-Unis via le Billboard Hot 100 la semaine du 5 juillet 1980 et à la 58e position en Allemagne la semaine du 25 août 1980. La chanson figure sur les compilations The Life and Crimes of Alice Cooper, Mascara and Monsters: The Best of Alice Cooper et School's Out and Other Hits. 